# Ошутъялы
Ошутъялы (мар. Ошытъял) — деревня в Звениговском районе Республики Марий Эл России. Входит в состав городского поселения Красногорский.

## География
Деревня находится в южной части республики, в зоне хвойно-широколиственных лесов, на правом берегу реки Юшут, на расстоянии примерно 33 километров (по прямой) к северо-востоку от города Звенигова, административного центра района. Абсолютная высота — 75 метров над уровнем моря.

### Климат
Климат характеризуется как континентальный, умеренно влажный. Среднегодовая температура воздуха — 2,3 °С. Средняя температура воздуха самого тёплого месяца (июля) — 18,2 °C (абсолютный максимум — 38 °C); самого холодного (января) — −13,7 °C (абсолютный минимум — −47 °C). Среднегодовое количество атмосферных осадков составляет 491 мм, из которых 352 мм выпадает в период с апреля по октябрь.

### Часовой пояс
Деревня Ошутъялы, как и вся Марий Эл, находится в часовой зоне МСК (московское время). Смещение применяемого времени относительно UTC составляет +3:00.

## Население
| 2002 | 2010 |
| ---- | ---- |
| 127  | ↘84  |

### Национальный состав
Согласно результатам переписи 2002 года, в национальной структуре населения марийцы составляли 98 % из 127 чел.